# NGC 1052
NGC 1052 este o galaxie eliptică situată în constelația Balena. A fost descoperită în 10 ianuarie 1785 de către William Herschel. Se află la o distanță de 19,23 megaparseci de Pământ.